# Wildhube
Wildhube (auch Forsthube) bezeichnete im Mittelalter eine Sonderform der Hube (Hufe), und zwar einen Bauernhof oder ein Landgut, dessen Eigentümer – dem Hübner – die Verpflichtung übertragen worden war, die kaiserlichen oder königlichen Jagdrechte zu wahren. Hierzu gehörten auch die Hege des Wildes und die Pflege des Waldes.
So wurden zum Beispiel im Bereich des Wildbannes Dreieich im frühen Mittelalter dreißig Wildhuben eingerichtet, die zum Teil Kernzellen späterer Ortschaften wurden. Als Pflicht der Wildhübner ist überliefert, dass jeder auf seiner Hube Wohnhaus, Scheune und Hundestall zu errichten hatte. Für eine gelegentlich vorkommende Übernachtung des Kaisers in der Wildhube musste er auch hinreichend Weizenstroh zur Verfügung stellen. Als Gegenleistung standen dem Hübner die Reste der kaiserlichen Tafel zu – Nahrungsmittel für ihn und seine Leute für mindestens acht Tage. Wildhuben wurden als Lehen vergeben, der Besitz war vererblich (Erbförstereien).
Für den Nürnberger Reichswald zum Beispiel sind urkundliche Erwähnungen aus dem Jahre 1331 vorhanden, dass die Förster solche Huben bewohnten. Als 1806 der Reichswald an das Königreich Bayern übergeben wurde, gab es dort noch 13 Erbförstereien, die letzte wurde 1836 aufgehoben.